# Slavic Cup w biegach narciarskich 2021/2022
Slavic Cup w biegach narciarskich 2021/2022 – kolejna edycja tego cyklu zawodów. Rywalizacja rozpoczęła się 11 stycznia 2022 roku w Zakopanem, a zakończyła się 27 marca 2022 roku tamże.
Obrończynią tytułu wśród kobiet była Polka Karolina Kaleta, natomiast wśród mężczyzn Czech Petr Knop.

## Kalendarz i wyniki

### Kobiety
| Lp.             | Data               | Miejscowość         | Dystans                          | 1. miejsce        | 2. miejsce         | 3. miejsce          |
| --------------- | ------------------ | ------------------- | -------------------------------- | ----------------- | ------------------ | ------------------- |
|                 | 18 grudnia 2021    | Szczyrbskie Jezioro | Sprint s. dowolnym (1,4 km)      | Odwołano          | Odwołano           | Odwołano            |
| 19 grudnia 2021 | 5 km s. klasycznym | Szczyrbskie Jezioro | Odwołano                         | Odwołano          | Odwołano           |                     |
| 1.              | 11 stycznia 2022   | Zakopane            | Sprint s. dowolnym               | Monika Skinder    | Izabela Marcisz    | Magdalena Kobielusz |
| 2.              | 12 stycznia 2022   | Zakopane            | 10 km s. klasycznym              | Izabela Marcisz   | Monika Skinder     | Magdalena Kobielusz |
| 3.              | 5 marca 2022       | Kremnica – Skalka   | 10 km s. dowolnym (start masowy) | Odwołano          | Odwołano           | Odwołano            |
| 4.              | 12 marca 2022      | Szczyrbskie Jezioro | 10 km s. klasycznym              | Karolina Kukuczka | Kateřina Svobodová | Anna Strouhalová    |
| 5.              | 13 marca 2022      | Szczyrbskie Jezioro | Sprint s. dowolnym (1,4 km)      | Karolina Kukuczka | Mária Remeňová     | Kateřina Svobodová  |
| 6.              | 26 marca 2022      | Zakopane            | 5 km s. klasycznym               | Monika Skinder    | Karolina Kukuczka  | Weronika Jarecka    |
| 7.              | 27 marca 2022      | Zakopane            | 7,5 km s. dowolnym               | Monika Skinder    | Karolina Kukuczka  | Andżelika Szyszka   |

### Mężczyźni
| Lp.             | Data                | Miejscowość         | Dystans                          | 1. miejsce   | 2. miejsce         | 3. miejsce         |
| --------------- | ------------------- | ------------------- | -------------------------------- | ------------ | ------------------ | ------------------ |
|                 | 18 grudnia 2021     | Szczyrbskie Jezioro | Sprint s. dowolnym (1,6 km)      | Odwołano     | Odwołano           | Odwołano           |
| 19 grudnia 2021 | 10 km s. klasycznym | Szczyrbskie Jezioro | Odwołano                         | Odwołano     | Odwołano           |                    |
| 1.              | 11 stycznia 2022    | Zakopane            | Sprint s. dowolnym               | Dominik Bury | Maciej Staręga     | Mateusz Haratyk    |
| 2.              | 12 stycznia 2022    | Zakopane            | 15 km s. klasycznym              | Dominik Bury | Mateusz Haratyk    | Peter Mlynár       |
| 3.              | 5 marca 2022        | Kremnica – Skalka   | 15 km s. dowolnym (start masowy) | Odwołano     | Odwołano           | Odwołano           |
| 4.              | 12 marca 2022       | Szczyrbskie Jezioro | 15 km s. klasycznym              | Adam Fellner | Peter Mlynár       | Vladimír Kozlovský |
| 5.              | 13 marca 2022       | Szczyrbskie Jezioro | Sprint s. dowolnym (1,6 km)      | Adam Fellner | Vladimír Kozlovský | Peter Mlynár       |
| 6.              | 26 marca 2022       | Zakopane            | 10 km s. klasycznym              | Dominik Bury | Kamil Bury         | Michał Skowron     |
| 7.              | 27 marca 2022       | Zakopane            | 12,5 km s. dowolnym              | Kamil Bury   | Maciej Staręga     | Kacper Antolec     |

## Klasyfikacje
| Lp. | Zawodniczka          | Punkty |
| --- | -------------------- | ------ |
| 1.  | Karolina Kukuczka    | 420    |
| 2.  | Monika Skinder       | 380    |
| 3.  | Izabela Marcisz      | 180    |
| 4.  | Andżelika Szyszka    | 168    |
| 5.  | Magdalena Kobielusz  | 165    |
| 6.  | Kateřina Svobodová   | 140    |
| 7.  | Mária Remeňová       | 125    |
| 8.  | Kamila Idziniak      | 109    |
| 9.  | Anna Strouhalová     | 105    |
| =   | Aleksandra Kołodziej | 105    |

| Lp. | Zawodnik           | Punkty |
| --- | ------------------ | ------ |
| 1.  | Dominik Bury       | 300    |
| 2.  | Maciej Staręga     | 242    |
| 3.  | Mateusz Haratyk    | 230    |
| 4.  | Peter Mlynár       | 201    |
| 5.  | Adam Fellner       | 200    |
| =   | Michał Skowron     | 200    |
| 7.  | Kamil Bury         | 180    |
| 8.  | Andrej Renda       | 175    |
| 9.  | Kacper Antolec     | 170    |
| 10. | Vladimir Kozlovsky | 140    |